# Valdaracete
Valdaracete er en by og kommune i det centrale Spanien i Madrid-regionen. Den har et indbyggertal på 645 (2024) indbyggere.